# Рункшор (Хунедоара)
Рункшор (рум. Runcșor) насеље је у Румунији у округу Хунедоара у општини Гурасада. Oпштина се налази на надморској висини од 439 m.

## Становништво
Према подацима из 2002. године у насељу је живело 73 становника, од којих су сви румунске националности.